# Transport (Zeitung)
Transport (Eigenschreibweise: Transport – Die Zeitung für den Güterverkehr) ist eine 14-täglich erscheinende, IVW-geprüfte Fachzeitung für Transportunternehmer und Spediteure. Die Fachzeitung erscheint im Huss-Verlag in München.
Gegründet wurde Transport 1991 vom Verleger Wolfgang Huss.
Transport ist eine unabhängige Zeitung, die sich auf diese Zielgruppe konzentriert und einen Überblick über die Branche vermittelt. Es geht um Nachrichten aus Gewerbe- und Verkehrspolitik, Verbänden und Unternehmen, Betriebswirtschaft und Kennzahlen für den Unternehmer, eigene Fahrzeugtests, Technik für Fuhrpark, Werkstatt und Lager wie zum Beispiel Telematik, Flurförderzeuge oder Hallenbau, Themen rund um Kurier-, Express- und Paketdienste sowie für Themen des gewerblichen Güterkraftverkehrs.

## Europäischer Transportpreis für Nachhaltigkeit
Für den Europäischen Transportpreis für Nachhaltigkeit können sich Unternehmen aus der Nutzfahrzeugbranche bewerben, die ökonomischen Erfolg mit sozialer Verantwortung und Schonung der Umwelt verbinden. Der Preis wird seit 2011 alle zwei Jahre jeweils für das folgende Jahr von der Zeitung Transport und dem Huss-Verlag vergeben. Bei den Gewinnern des Wettbewerbs handelt es sich sowohl um große Konzerne aus der Nutzfahrzeug- und Zuliefererindustrie als auch um typische Mittelständler sowie Start-ups.